# 동양문물연구원
동양문물연구원은 문화유산(유․무형문화재 및 매장문화재)의 보존․보호, 조사관리 및 그에 관한 연구를 통해 민족문화의 우수성을 선양하고 문화산업 발전과 새로운 문화창조에 기여함을 목적으로 2009년 3월 5일 설립된 문화체육관광부 소관의 재단법인이다. 사무실은 경상남도 밀양시 삼문로59번길 6, 3층 (삼문동, 상일빌딩)에 있다.

## 주요 사업
- 문화유산에 대한 조사연구 및 학술연구서 발간
- 문화유산의 보존과 복원 및 활용방안에 대한 연구
- 문화유산 관련 전문인력 양성을 위한 장학사업
- 문화유산 관련 전문학회 및 학술지 발간 지원사업, 사회교육
- 문화유산에 대한 자문 및 위탁수행 및 문화유산의 복원정비 감리수행
- 문화유산 관련 각종 문화사업 지원 및 추진
- 기타 법인의 목적 달성에 필요한 사업